# Wired (tạp chí)
Wired (cách điệu là WIRED) là một tạp chí hàng tháng của Mỹ, được xuất bản dưới dạng ấn bản in và trực tuyến, tập trung vào cách các công nghệ mới nổi ảnh hưởng đến văn hóa, kinh tế và chính trị. Thuộc sở hữu của Condé Nast, công ty có trụ sở chính tại San Francisco, California và được xuất bản từ tháng 3 / tháng 4 năm 1993. Một số phiên bản phụ đã được đưa ra, bao gồm Wired UK, Wired Italia, Wired Japan và Wired Germany. Công ty mẹ của Condé Nast là Advance Publications cũng là cổ đông chính của Reddit, một trang web tập đoàn thông tin internet.
Trong chuyên mục đầu tiên của mình, Wired đã ghi nhận nhà lý luận truyền thông người Canada Marshall McLuhan là "vị thánh bảo trợ". Ngay từ đầu, ảnh hưởng mạnh nhất đến triển vọng biên tập của tạp chí đến từ người đồng sáng lập công nghệ không tưởng Ian Charles Stewart và cộng sự Kevin Kelly.
Từ năm 1998 đến năm 2006, tạp chí Wired và Wired News, xuất bản tại Wired.com, có chủ sở hữu riêng biệt. Tuy nhiên, Wired News vẫn chịu trách nhiệm xuất bản lại nội dung của tạp chí Wired trên mạng do thỏa thuận khi Condé Nast mua tạp chí này. Năm 2006, Condé Nast mua Wired News với giá 25 triệu đô la, hợp nhất tạp chí với trang web của mình.
Cộng tác viên của Wired, Chris Anderson,được biết đến với việc phổ biến thuật ngữ "đuôi dài", như một cụm từ liên quan đến biểu đồ kiểu "luật quyền lực" giúp hình dung mô hình kinh doanh truyền thông mới nổi những năm 2000. Bài báo của Anderson cho Wired về mô hình này liên quan đến nghiên cứu về các mô hình phân phối luật quyền lực do Clay Shirky thực hiện, cụ thể là liên quan đến các blogger. Anderson đã mở rộng định nghĩa của thuật ngữ viết hoa để mô tả một quan điểm cụ thể liên quan đến những gì ông coi là một khía cạnh bị bỏ qua của không gian thị trường truyền thống đã được mở ra bởi các phương tiện truyền thông mới.

Tạp chí đã đặt ra thuật ngữ nguồn cung ứng cộng đồng, cũng như truyền thống trao giải Vaporware hàng năm, trong đó ghi nhận "các sản phẩm, trò chơi điện tử và các mẩu tin ngớ ngẩn khác được rao bán, hứa hẹn và thổi phồng, nhưng không bao giờ được phân phối".